# Patellaria atrata

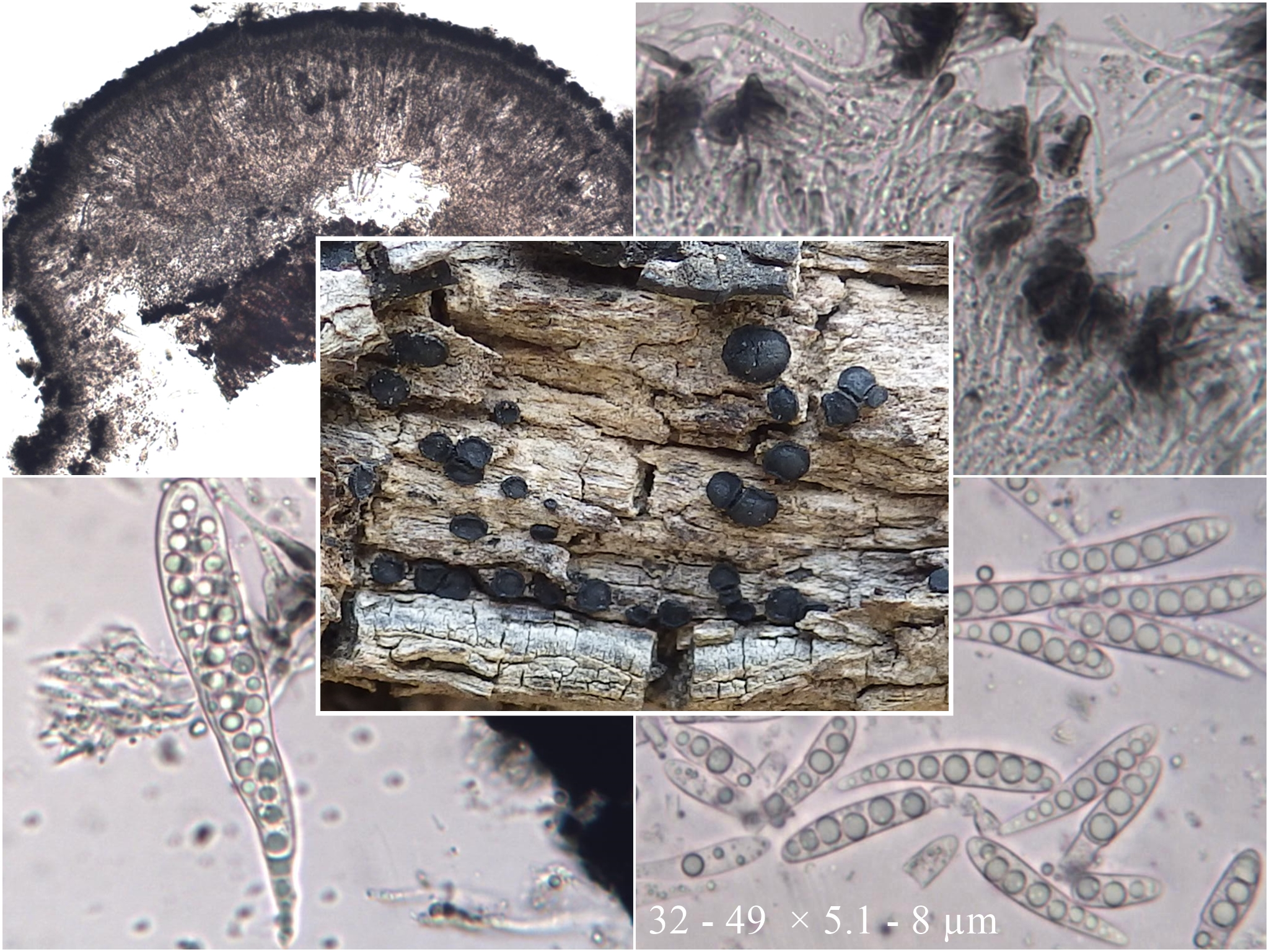
Patellaria atrata – na martwym drewnie, na obrazach mikroskopowych można zobaczyć przekrój przez owocnik, strzępki, zarodniki i rurki (od lewej górnej do prawej).

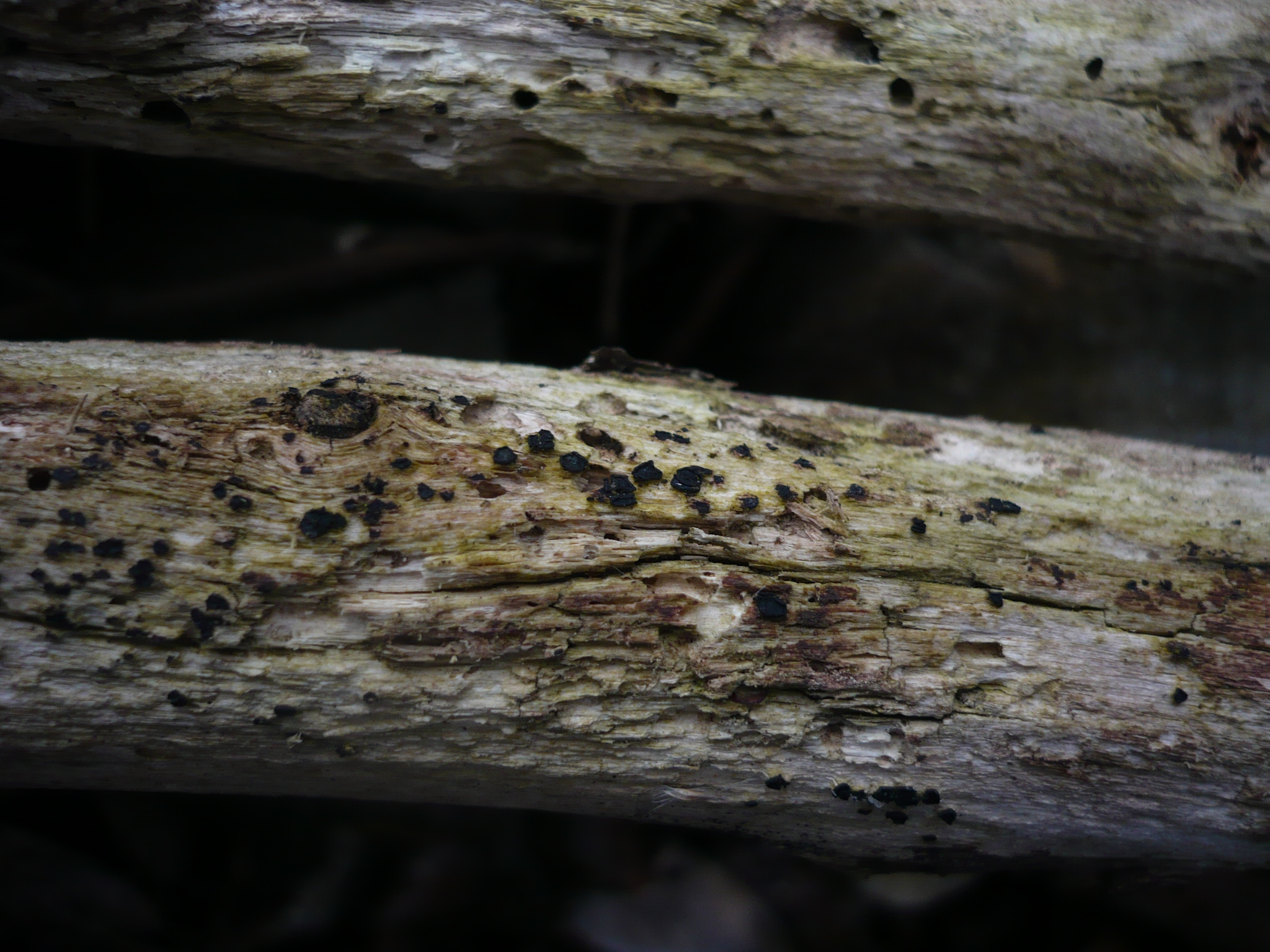
Patellaria atrata

Patellaria atrata (Hedw.) Fr. – gatunek grzybów z rodziny (Patellariaceae).

## Systematyka i nazewnictwo
Pozycja w klasyfikacji według Index Fungorum: Patellariaceae, Patellariales, incertae sedis, Dothideomycetes, Pezizomycotina, Ascomycota, Fungi.
Po raz pierwszy takson ten zdiagnozował w roku 1793 Johann Hedwig nadając mu nazwę Lichen atratus. Obecną, uznaną przez Index Fungorum nazwę, nadał mu w roku 1822 Elias Magnus Fries przenosząc go do rodzaju Patellaria.
Synonimy naukowe:

- Bacidia sublubens (Paulson) Zahlbr. 1932
- Bilimbia sublubens Paulson 1927
- Cycledium atratum (Hedw.) Wallr. [jako Cycledum atrum] 1833
- Lecanidion atratum (Hedw.) Endl. 1830
- Lecanidion indigoticum (Cooke & Peck) Sacc. 1889
- Lichen atratus Hedw. 1789
- Opegrapha atra f. denigrata (Ach.) Moug. 1857
- Patellaria atrata f. hedericola Bubák 1914
- Patellaria atrata f. indigotica (Cooke & Peck) Rehm 1906
- Patellaria indigotica Cooke & Peck 1873
- Patellaria masseei Rodway [jako masseea] 1921
- Patellaria maura Massee 1898
- Peziza atrata (Hedw.) Schumach. 1803
- Peziza patellaria Pers. 1801
- Peziza patellaria var. foveolans Pers. 1822
- Peziza patellaria var. picea Pers. 1822
- Peziza patellaria var. valvata Pers. 1822
- Pragmopora atrata (Hedw.) Körb. ex Mussat 1901
- Ucographa atrata (Hedw.) Arnold 1891
- Ucographa lecanactis A. Massal. ex Arnold 1862

## Morfologia
Owocnik
Wytwarza niewielkie czarne, poduszeczkowate, siedzące apotecja szerokie podłużnie o wymiarach 675–1160 × 220–300 μm, z wyraźną krawędzią(ekscypulum). Krawędź (ekscypulum) o szerokości 45–76 μm, jest wielowarstwowa i złożona. Zewnętrzna warstwa jest pseudoparenchymatyczna, czarnego koloru. Wewnętrzna warstwa złożona z grubościennych komórek z gęsto upakowanych cienkkościennych strzępek ze stosunkowo grubym prześwitem komórkowym, galaretowata, niebieskoczarnego koloru u podstawy (hypotecjum) z komórek, które w przekroju poprzecznym wydają się kanciaste, poprzez zielononiebieski do bezbarwnego. Askokarpy najczęściej występują w rozproszeniu, początkowo zamknięte, po osiągnięciu dojrzałości otwierają się, odsłaniając pośrodku ciemne, okrągłe, spłaszczone hymenium. Postaci bezpłciowej nie znaleziono.
Cechy mikroskopowe
Hamatecjum (tkanka między workami) złożone z grubych, cylindrycznych, szklistych, rozgałęzionych strzępek o szerokości 1,5–3 μm, lekko spuchniętych i zaokrąglonych na wierzchołku, tworzących ciemną i grubą skórkę nad zarodnią. Worki nieamyloidalne, cylindryczne o rozmiarach około 98–135 × 15–30 μm, 8-zarodnikowe, bitunikowe, o kształcie maczugowatym do cylindrycznego, z krótką i lekko zakrzywioną szypułką, na zaokrąglonym wierzchołku z wieczkiem (operculum). Askospory 8-komórkowe, mają wymiary 30–45 × 7–10 μm, zachodzące na siebie, 2–3 rzędowe, maczugowate do wrzecionowatych, lekko zakrzywione, zwężone na dolnym końcu, 5–11-przegrodowe, szkliste.

## Występowanie i siedlisko
Ten saprotroficzny grzyb w siedliskach lądowych preferencyjnie kolonizuje odsłonięte włókna łyka drewna drzew liściastych. Zasiedla także grube łodygi roślin zielnych i zgniły papier. Tryb rozkładu, przypomina białą zgniliznę. Jest to niezwykłe w przypadku gatunków workowców, które są zwykle miękkimi, gnijącymi grzybami. W środowisku morskim spotykany na obumarłych gałęziach namorzynów. Na granicy stref umiarkowanej i subarktycznej pospolity. W Polsce został znaleziony w Poznaniu.